# Retrato de donante

Esta Natividad del, obra de Rogier van der Weyden muestra al donante, ataviado con ropa de su época, integrado en la escena principal, el panel central de un tríptico

Un retrato de donante o retrato votivo es el retrato en un cuadro u otra obra de arte de la persona que encargó y pagó el trabajo, o de un miembro de su familia. La denominación retrato de donante suele referirse al retrato de los donantes en solitario, mientras que retrato votivo designa una sección de una obra mayor, que incluye figuras religiosas, sobre todo si la imagen del donante es muy prominente. Los historiadores del arte utilizan indistintamente estos términos, e incluso los aplican a obras religiosas menores probablemente encargadas para quedar en posesión del comprador, y no para ser donadas a una iglesia.
Los retratos de donante son muy habituales en las obras de arte religiosas, sobre todo en las pinturas, de la Edad Media y el Renacimiento, que suelen mostrar al donante arrodillado a un lado, en un primer plano de la imagen. En ocasiones, la figura del donante es de una escala mucho menor que las figuras principales ─sobre todo cuando se retrata a toda la familia─, desafiando las leyes de la perspectiva incluso hasta bien entrado el Renacimiento. A partir del siglo XV, los donantes comenzaron a integrarse en la escena principal, como asistentes o participantes.

## Disposición

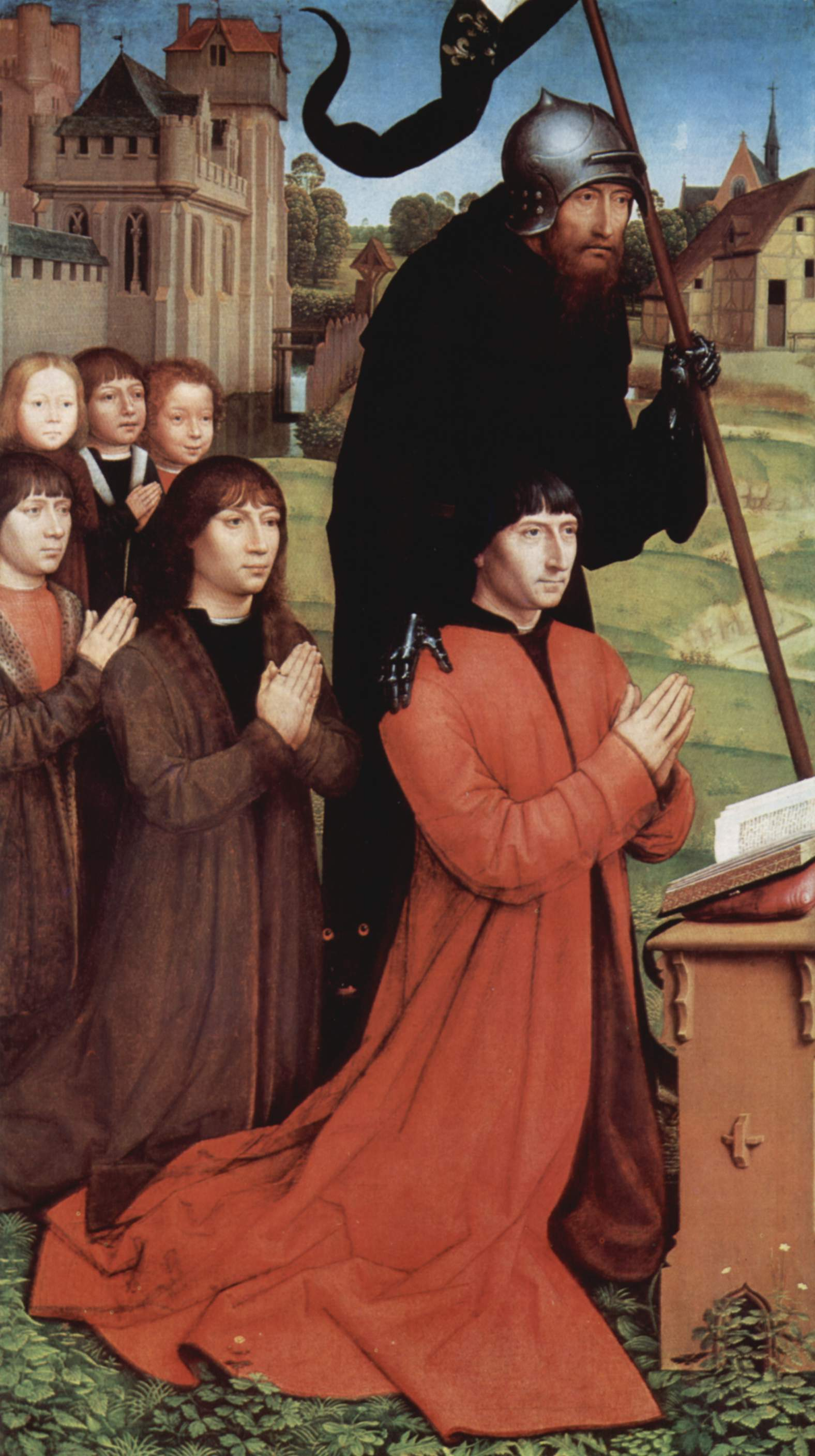
Panel masculino del Tríptico de Wilhelm Moreel, de Hans Memling. La escena muestra al padre escoltado por su santo patrón y acompañado de sus cinco hijos. El panel central puede verse aquí

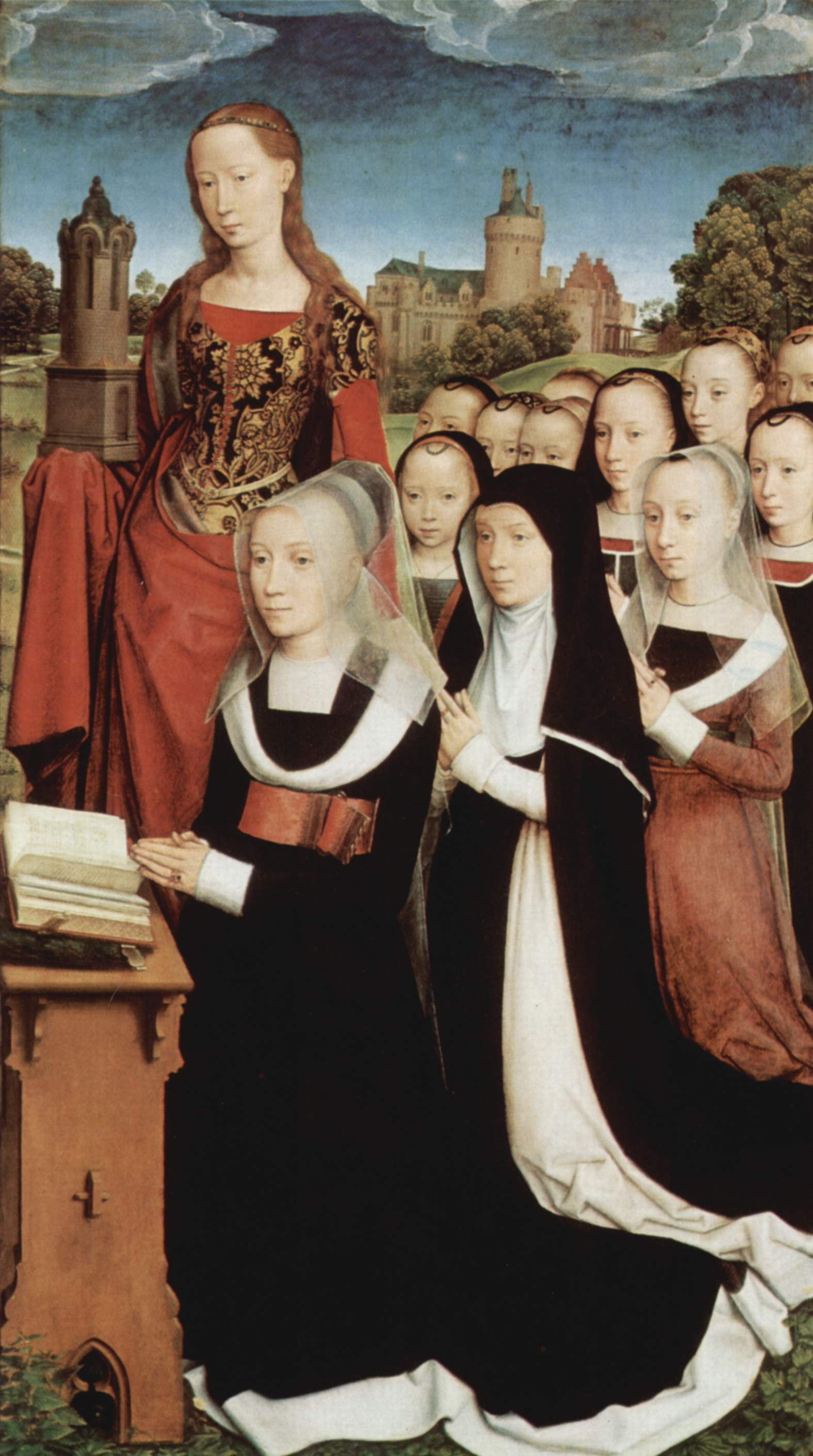
Panel femenino del Tríptico de Wilhelm Moreel, de Hans Memling. La escena muestra a la madre, Barbara Van Hertsvelde, escoltada por su santa patrona y acompañada de sus once hijas. El panel central puede verse aquí

El propósito de los retratos de donantes era el de conmemorar al donante y su familia, especialmente para solicitar oraciones por ellos tras su muerte. Las donaciones de edificaciones, altares o vitrales solían hacerse a cambio de que se hicieran misas de Ánimas por el donante a perpetuidad, y se suponía que los retratos de dichos donantes animaban a que se orase por su salvación. Exhibir retratos en un lugar público era también una expresión de estatus social: los retratos de donantes compartían espacio en las iglesias con los monumentos funerarios, la otra forma más habitual de obtener este reconocimiento, aunque los primeros tenían la ventaja de que el oferente podía verse en la iglesia en vida. Además, los retratos de donantes del flamenco primitivo sugieren una intención adicional: servir como modelo para el espectador durante su meditación y rezo, no para ser imitados como personas ideales ─ese papel recae sobre los santos que aparecen en el cuadro─, sino para ser el espejo en el que se refleja el espectador y su condición de pecador, para conducirle al conocimiento de sí mismo y de Dios. Este proceso se intensifica si el espectador es el propio donante.
Cuando se financiaba un edificio entero, podía incluirse una escultura del patrocinador en la fachada o algún otro lugar de la construcción. La Virgen del canciller Rolin de Jan van Eyck es un pequeño cuadro en el que el donante, Nicolas Rolin, comparte el espacio en igualdad de condiciones con la Virgen y el Niño. Rolin había dado grandes sumas de dinero a su parroquia, donde estaba colocada la obra, lo que queda representado por la iglesia que aparece en el paisaje del fondo justo encima de sus manos entrelazadas.
En ocasiones, como sucede en el Políptico de Gante, los donantes aparecen cuando se cierra el retablo, en la parte externa de los paneles laterales, o bien en la parte interna a ambos lados, como en el tríptico Portinari, o solo en uno, como en el tríptico de Mérode. Cuando ocupan los dos lados de un políptico, los hombres suelen ocupar la parte izquierda desde el punto de vista del observador, es decir, el lugar de honor a la derecha de las figuras religiosas. En los grupos familiares, los personajes están habitualmente separados por sexos. Al cuadro se añadían los nuevos miembros que se incorporaban a las familias por matrimonio o nacimiento, y se registraban los fallecimientos pintando pequeñas cruces en las manos. También existen retratos de este tipo que representan miembros de cofradías, en ocasiones con sus esposas.
Al menos en el norte de Italia, además de los grandes altares y frescos de ilustres maestros, que son los que atraen la mayor parte de la atención, hay un numeroso grupo de pequeños frescos con un solo santo y un donante en muros laterales de iglesias, que se sobrepintaban en cuanto decaía el número de velas que ardía ante ellos, o cuando otro donante rico necesitaba el espacio para un nuevo fresco, como se relata en un cuento italiano del siglo XV:
Y dando una vuelta con el maestro de obra, examinando qué figuras dejar y cuáles destruir, el sacerdote vio un san Antonio y dijo: «este déjelo». Después encontró una figura de san Ansano y dijo: «este fuera, que desde que estoy aquí de sacerdote nunca he visto a nadie encenderle una vela, ni me parece que haya sido útil jamás; así que, maestro, deshágase de él».

## Historia

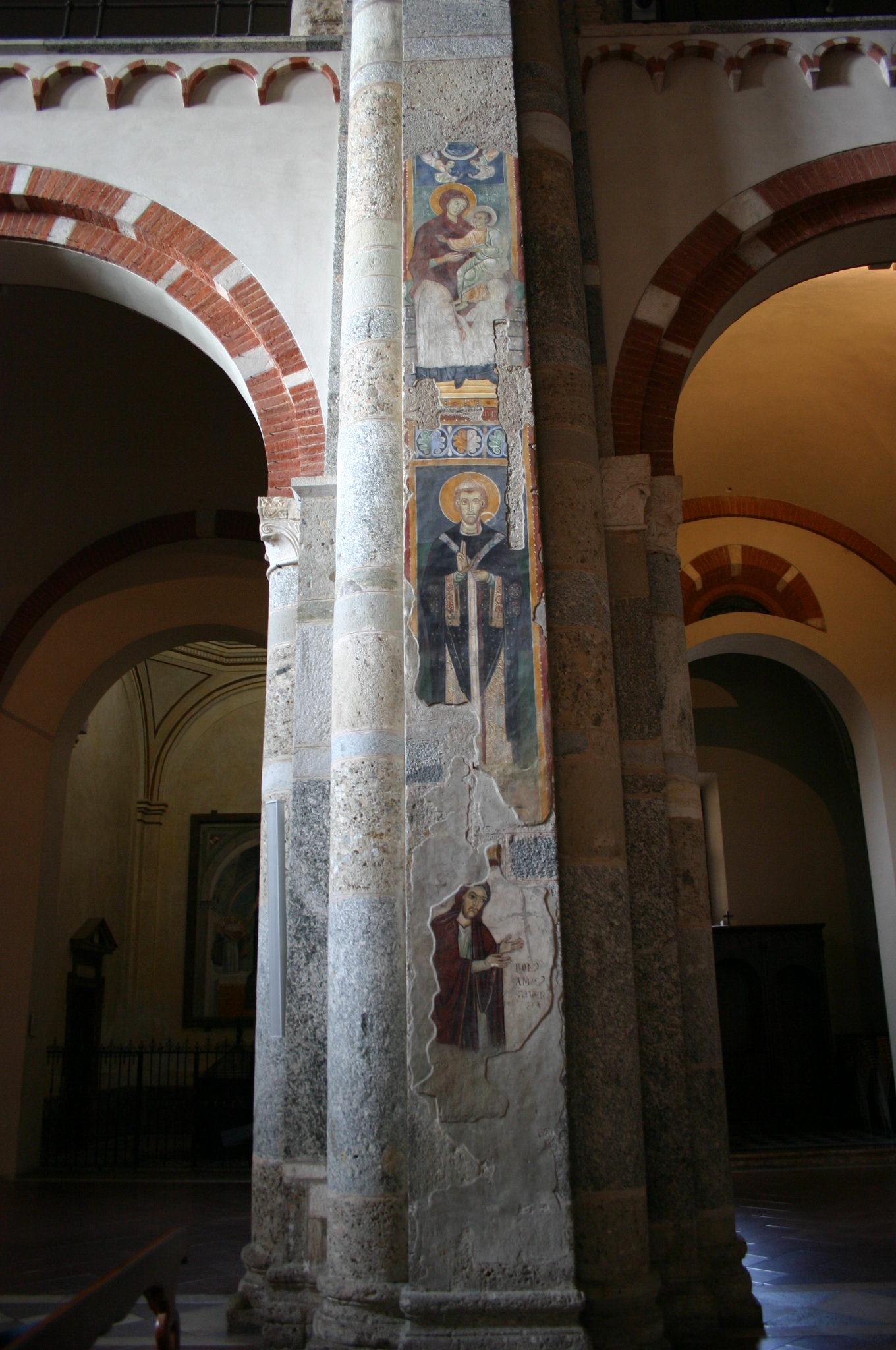
Frescos del en Milán: la Virgen y el Niño, san Ambrosio y el donante Bonamico Taverna.

Los retratos de donantes tienen una historia continuada desde la antigüedad tardía, y el retrato del Dioscórides de Viena, del siglo VI, podría reflejar una tradición clásica bien establecida, al igual que los retratos de autor que aparecen en el mismo manuscrito, según se cree. Una pintura de las catacumbas de Commodilla, datada en 528, muestra una Virgen con Niño flanqueada por dos santos y venerada por Turtura, una donante que aparece arrodillada delante del santo de la izquierda, que posa su mano sobre el hombro de la mujer. Un milenio más tarde se seguían produciendo composiciones muy similares. Otra tradición que tiene precedente previo al cristianismo fueron las imágenes reales o imperiales que muestran al gobernante con una figura religiosa, que en los ejemplos cristianos suelen ser Cristo o la Virgen, y reflejan cierto tipo de comunicación entre la figura divina y la real. Aunque no ha sobrevivido ninguna de estas pinturas, existen pruebas literarias de retratos de donantes en pequeñas capillas del periodo paleocristiano, probablemente continuando las tradiciones de los templos paganos.
Los paneles del mosaico de la iglesia de san Vital de Rávena, que representan al emperador Justiniano I y a la emperatriz Teodora con su corte no corresponden al tipo en el que el gobernante recibe la aprobación divina. Por el contrario, cada imagen muestra a un miembro de la pareja real con un grupo de cortesanos mirando con seguridad al observador. Su escala y composición son únicas entre las obras supervivientes de gran tamaño. También en Rávena, en la basílica de San Apolinar el Nuevo, hay otro pequeño mosaico de Justiniano, que podría haber sido originalmente de Teodorico el Grande. En Roma existen varios mosaicos de la Alta Edad Media, retratos de papas que mandaron construir o reconstruir el templo que los alberga, en los que la figura principal se representa normalmente rodeada de santos y llevando un modelo del edificio en las manos. Gradualmente, estas tradiciones fueron descendiendo en la escala social, sobre todo en los manuscritos ilustrados, en los que a menudo se plasma el retrato de su dueño, ya que estas obras estaban destinadas a ser utilizadas por la persona que los encargaba. Por ejemplo, en una capilla de la localidad de Malles Venosta (Tirol del Sur) hay dos figuras de donantes pintadas al fresco antes de 881, una de las cuales representa a un clérigo tonsurado con un modelo de edificio en las manos. En los siglos siguientes, obispos, abades y otros religiosos fueron los donantes que se retrataban con más frecuencia ─aparte de la realeza─ y siguieron apareciendo asiduamente en épocas posteriores.
Los retratos de nobles y empresarios ricos se hicieron habituales hacia el siglo XV, al mismo tiempo que estas clases comenzaban a encargar retratos, aunque quizás han sobrevivido más retratos de donantes anteriores a 1450 en grandes obras de iglesias que retratos individuales. Un formato muy típico de los Países Bajos a mediados de ese siglo son los pequeños dípticos que llevan una Virgen con Niño en un panel, normalmente el izquierdo, y el donante en el otro. En este caso, el donante es también el propietario, ya que estas obras estaban diseñadas para permanecer en su casa. El retratado puede adoptar una postura orante o posar como lo haría para cualquier retrato laico. Un ejemplo de este tipo de obras el díptico de Wilton, que retrata al rey Ricardo II de Inglaterra. En algunos de estos dípticos, el retrato del propietario original se ha cubierto con el de un propietario posterior.
En el caso de los manuscritos ilustrados existía la convención de comenzar con un «retrato de presentación» al principio de la obra, en el que se podía ver una figura, a menudo arrodillada, entregando el libro a su propietario, o en ocasiones, a dicho propietario encargando el manuscrito. La figura arrodillada podía ser un cortesano que obsequiaba a su príncipe, pero a menudo era el autor o el amanuense, en cuyo caso el receptor había pagado el trabajo.

## Iconografía de las figuras pintadas

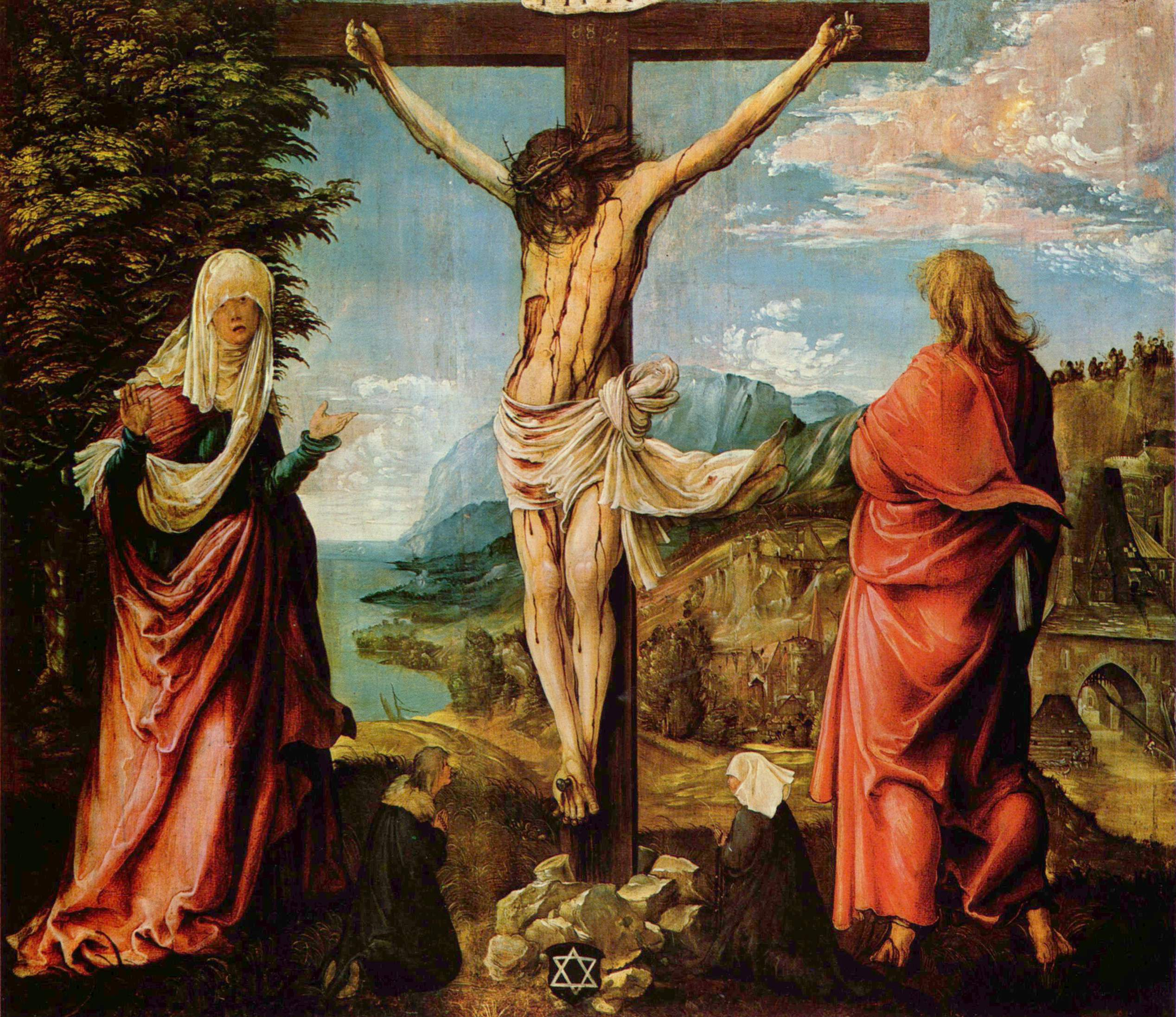
Crucifixión de Albrecht Altdorfer, c. 1514, con una diminuta pareja de donantes a ambos lados de los pies de la cruz. Altdorfer fue uno de los últimos grandes artistas que aplicó esta convención

Durante la Edad Media, las figuras de los donantes se representaban a menudo a una escala menor que las sagradas, una práctica que algunos historiadores datan en el siglo XIV, aunque hay ejemplos anteriores en manuscritos. Una convención posterior dio a las figuras de los donantes un tamaño de alrededor de tres cuartos del de las figuras principales. A partir del siglo XV, algunos primitivos flamencos, como Jan van Eyck, integraron los retratos de los donantes, con distintos grados de sutileza, en el espacio de la escena principal de los altares, en la misma escala que las figuras divinas.
Un estilo comparable puede encontrarse en la pintura florentina de la misma época, como se aprecia en la Trinidad de Masaccio que alberga la iglesia de Santa María Novella, donde los donantes aparecen arrodillados en un escalón externo e inferior al entorno arquitectónico del cuadro. No obstante, esta innovación no llegó a las pinturas venecianas hasta el siglo siguiente. Normalmente, las figuras principales ignoran la presencia de estos intrusos en las escenas narrativas, aunque en ocasiones, algunos santos posan una mano confortadora sobre su hombro en los paneles laterales y en ciertos objetos devocionales, como pinturas de la Virgen con el Niño, que solían estar destinados al hogar del donante, las figuras divinas le mirab o bendicen, como en esta obra de Hans Memling.
Antes del siglo XV no se habría intentado lograr un parecido físico, ya que las personas retratadas no solían posar, e incluso se daba el caso de que hubieran fallecido. A partir de ese siglo, en el caso de donantes de los que han sobrevivido otros retratos, se aprecia el parecido con sus figuras en estas obras religiosas, aunque las hijas en particular suelen reflejarse como bellezas estandarizadas según los cánones de la época, como en el tríptico de Wilhelm Moreel (arriba).

Presentación de Jesús en el Templo, c. 1470. Las figuras que acompañan a la Sagrada Familia, dos chicas ataviadas a la moda y probablemente el joven de la derecha, son retratos de donantes

En las escenas narrativas, se comenzó a insertar retratos entre las figuras de la propia escena que se pintaba ─una innovación quizás introducida por Rogier van der Weyden─, en la que destacaban a menudo por sus costosos ropajes contemporáneos. En florencia ya existía la tradición de incluir retratos de ciudadanos notables en pinturas de multitudes (como menciona Leon Battista Alberti): el fresco de la procesión de los Reyes Magos de Benozzo Gozzoli, que cubre las paredes de la capilla privada del Palacio Medici Riccardi, está dominado por una glamurosa procesión en la que se identifican numerosos retratos de los Médici y sus aliados. En 1490, cuando Domenico Ghirlandaio completó el gran ciclo de frescos de la capilla Tornabuoni, sus escenas estaban pobladas de miembros de la familia Tornabuoni y sus partidarios en número considerable, además de los retratos orantes de Giovanni Tornabuoni y su esposa. El historiador John Pope-Hennessy ironizó así sobre los donantes del siglo XVI:
La moda del retrato colectivo creció y creció (…) El estatus y los retratos se entrelazan inextricablemente, y no hay prácticamente nada que los mecenas no estén dispuestos a hacer para inmiscuirse en los cuadros: lapidan mujeres sorprendidas en adulterio, limpian los restos de martirios, sirven la mesa de Emaús o en la casa de los fariseos. Los viejos de la historia de Susana son algunas de las pocas figuras que los respetables venecianos no aspiran a encarnar. (…) La sola contingencia que no consideraron fue lo que al final ocurrió, que sus rostros sobrevivirían pero sus nombres se perderían.
En Italia, los donantes o propietarios se representaban muy raramente encarnando a las figuras religiosas, pero en las cortes del norte de Europa hay varios ejemplos de finales del siglo XV y principios del XVI, la mayoría en pequeñas tablas no destinadas a la exhibición pública. El más célebre de estos retratos es el de Agnès Sorel, amante del rey Carlos VII de Francia, como Virgen lactante en una tabla de Jean Fouquet..

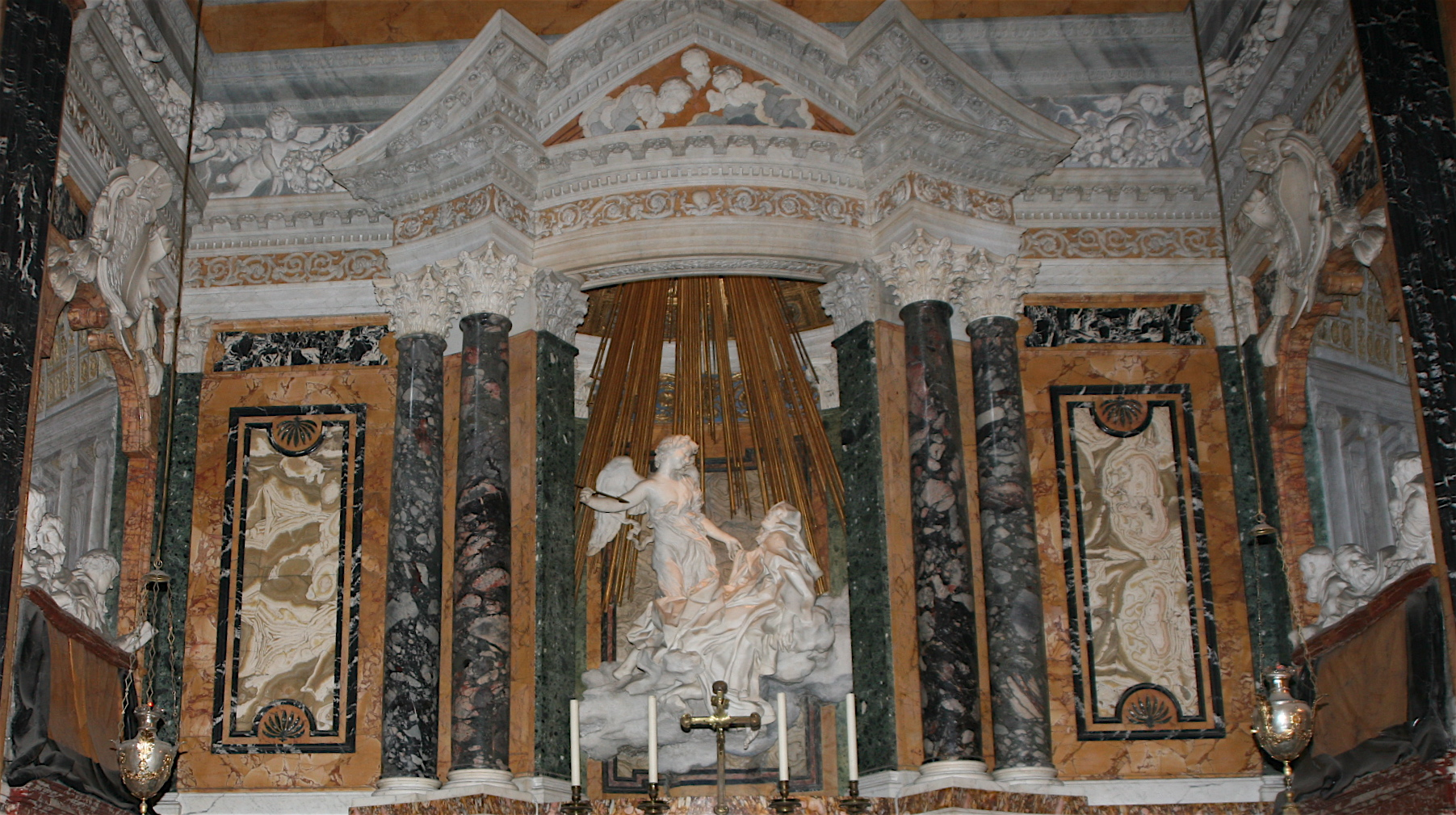
El Éxtasis de Santa Teresa de Gian Lorenzo Bernini, en la iglesia de Santa María de la Victoria de Roma.

Los clérigos que interpretaron los imprecisos decretos sobre arte del Concilio de Trento, como san Carlos Borromeo, desaprobaban los retratos de donantes en obras para iglesias y la heráldica excesivamente prominente, pero estos retratos sobrevivieron hasta bien entrado el Barroco, y desarrollaron un equivalente laico en la pintura histórica, aunque en este caso a menudo eran las figuras principales las que mostraban los rasgos del dueño. Un ejemplo muy tardío del formato holandés del tríptico con donantes en los paneles laterales es el tríptico de Rockox de Rubens, que estuvo en una iglesia, sobre las tumbas de sus donantes, y hoy se conserva en el Museo Real de Bellas Artes de Amberes. El panel central representa la incredulidad de Tomás, y es difícil saber si los donantes ocupan el mismo espacio que la escena sagrada.
Uno de los grupos más famosos e impresionantes del Barroco puede verse en la capilla Cornaro, donde los miembros masculinos de dicha familia se sientan en palcos como si estuvieran en el teatro a ambos lados del Éxtasis de Santa Teresa (1652), obra escultórica de Bernini. El conjunto deriva de los frescos de Pellegrino Tibaldi, un siglo más antiguos, que aplicó el mismo concepto.
Una secuela laica fue el portrait historié, en el que personas o grupos posaban como figuras mitológicas o históricas.
Aunque los retratos de donantes han sido relativamente poco estudiados como género pictórico individual, el interés ha aumentado en los últimos años, y con él, el debate sobre su relación con el auge del individualismo a principios del Renacimiento en Italia, y también con los cambios en la iconografía después de la peste negra de mediados del siglo XIV.

## Galería

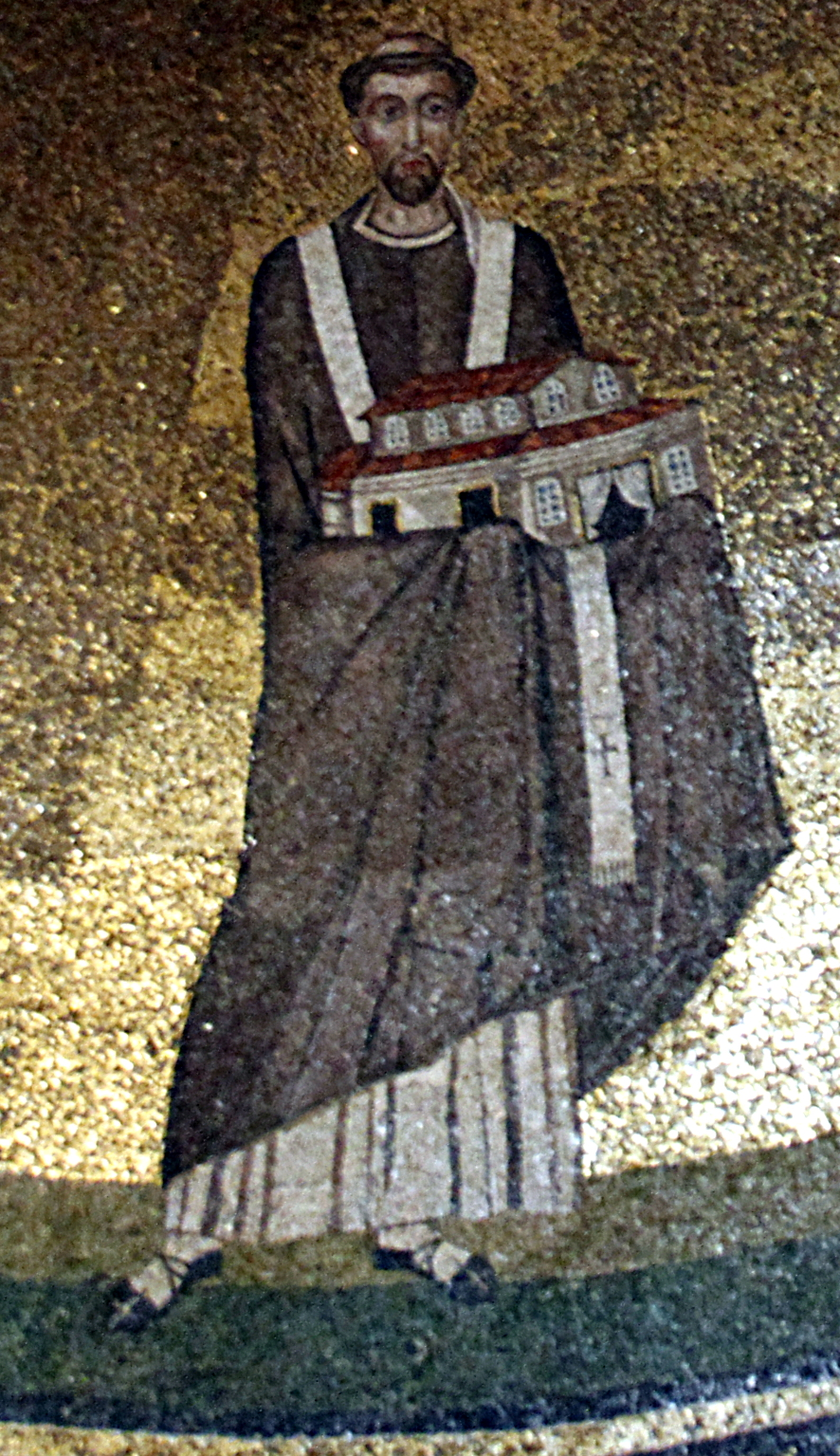
El papa Honorio I (fallecido en 638) sosteniendo un modelo de la iglesia que mandó construir. Mosaico de la Basílica de Santa Inés Extramuros de Roma
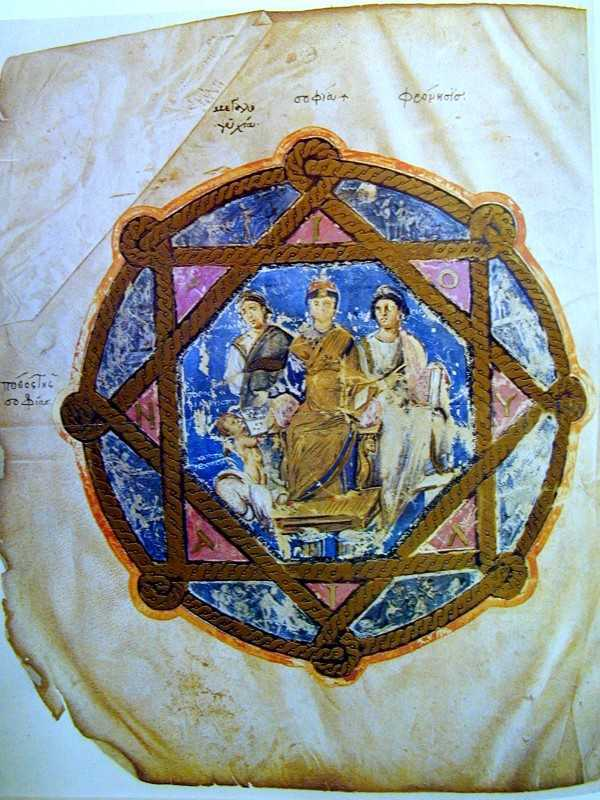
Retrato del siglo VI de Anicia Juliana, princesa bizantina que encargó el manuscrito ilustrado conocido como Dioscórides de Viena
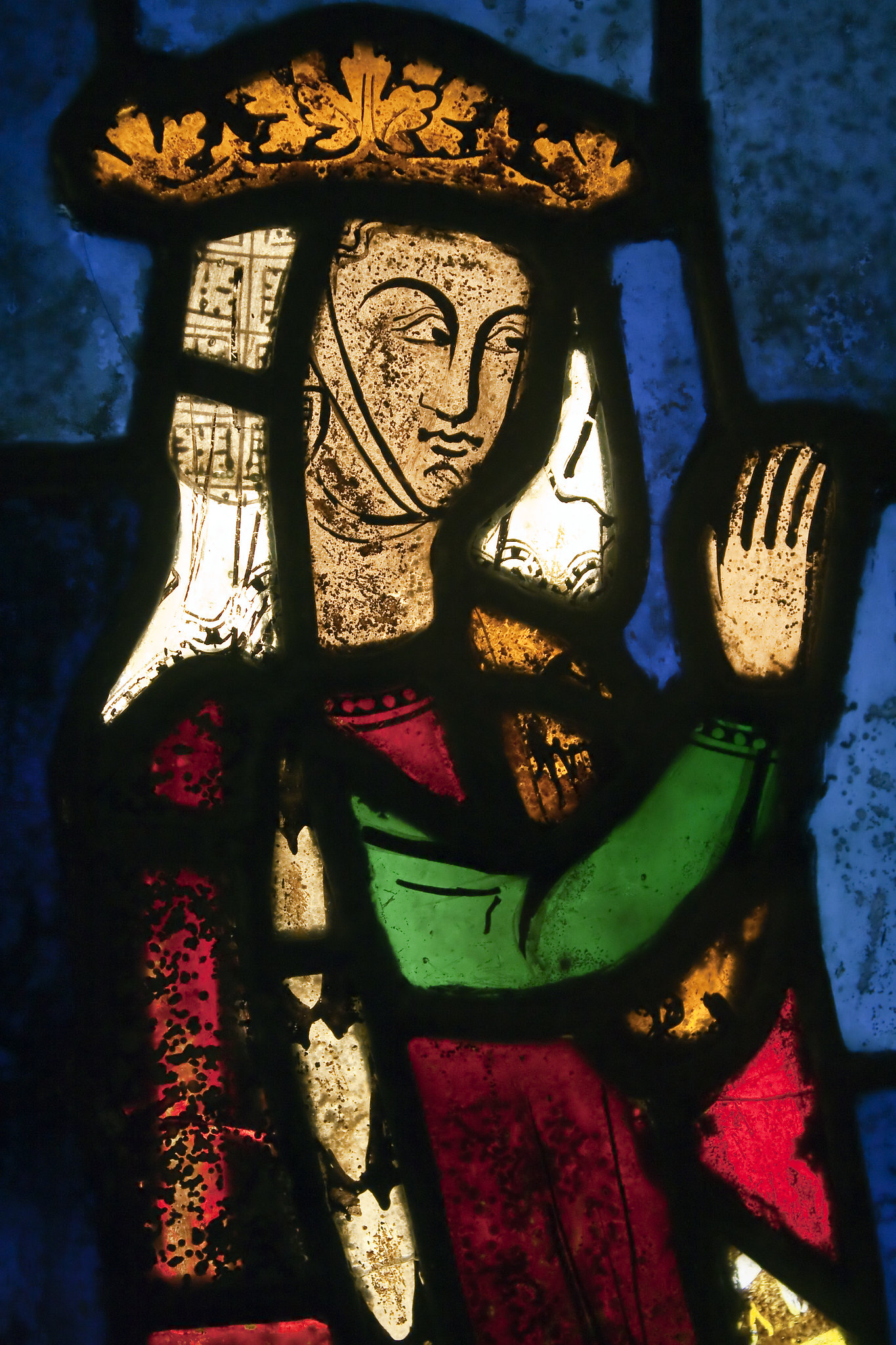
Vitral con la imagen de Beatriz de Falkenburg (fallecida en 1277), benefactora de los Franciscanos. Es el retrato de donante en forma de vidriera más antiguo que se conserva (Burrell Collection)
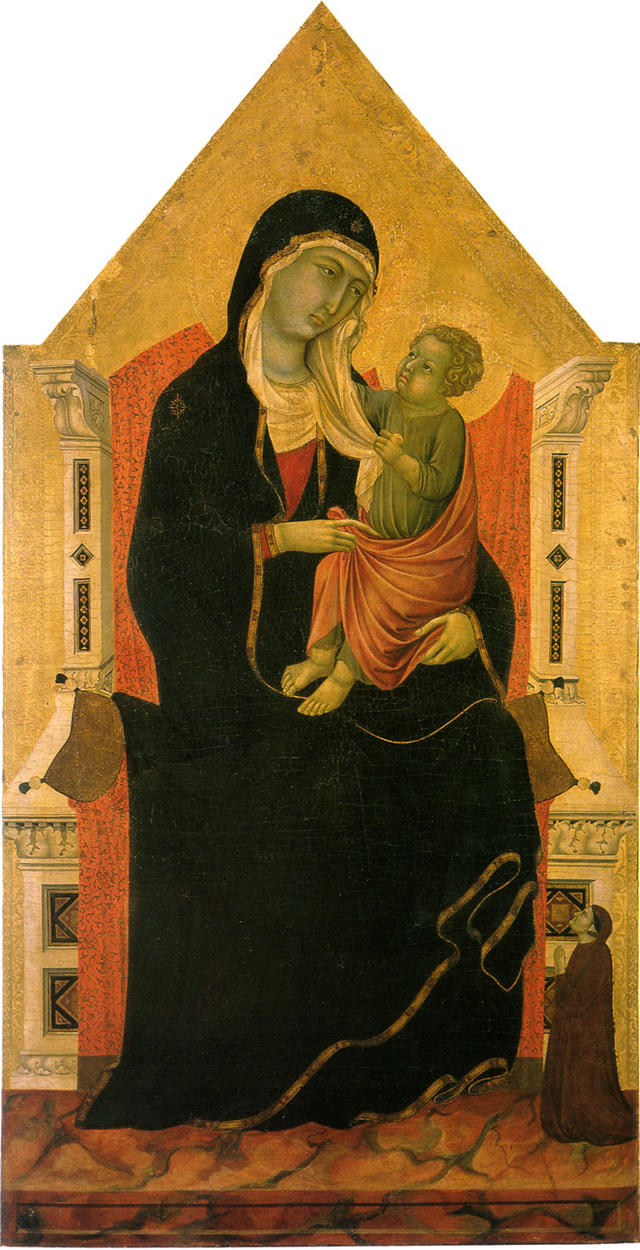
Pequeña figura de donante adorando a una Virgen con Niño, c. 1335
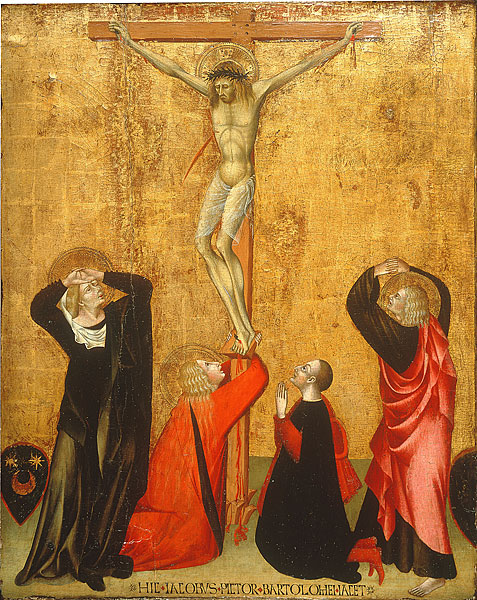
Crucifixión de Giovanni di Paolo con el donante Jacopo di Bartolomeo, identificado en la inscripción y en su escudo (a la izquierda)
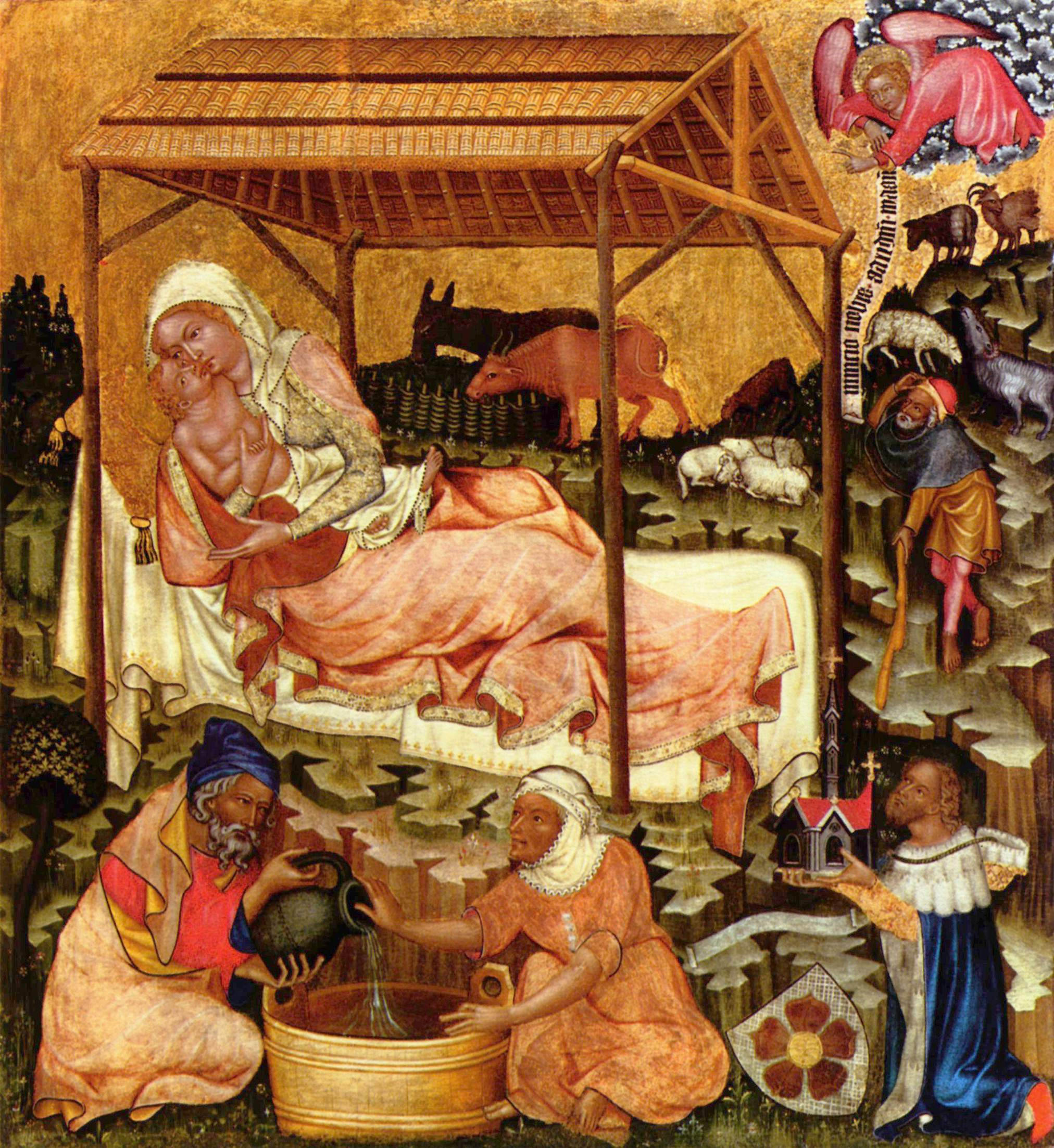
Tabla del Maestro de Vyšší Brod (pintor bohemio), c. 1350, con el retrato del emperador Carlos I de Bohemia y IV de Alemania sosteniendo una pequeña iglesia, ya que supuestamente había financiado el templo para el que se hizo la pintura
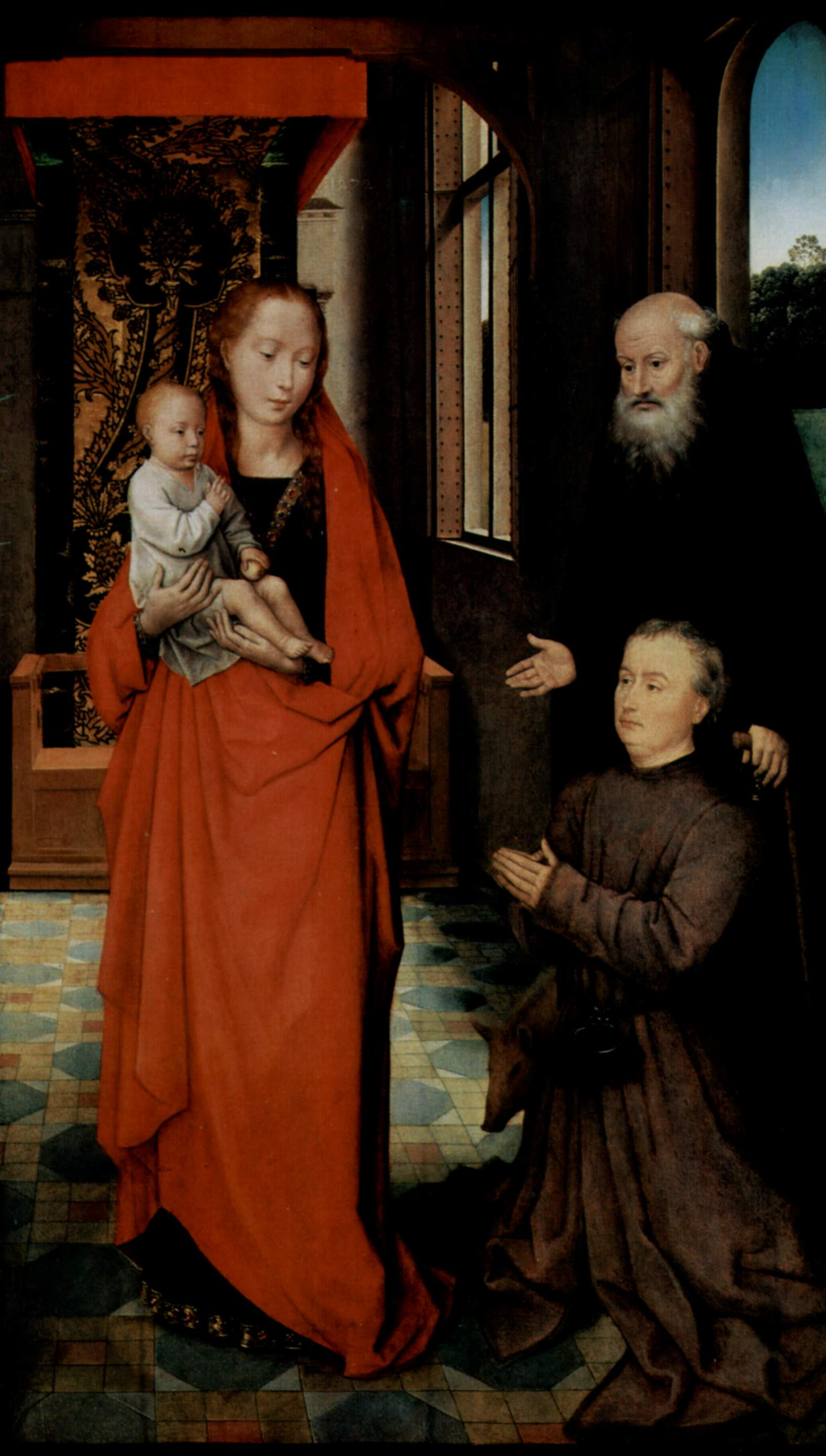
Hans Memling. El Niño Jesús bendice y la Virgen mira benevolentemente al donante que presenta san Antonio Abad
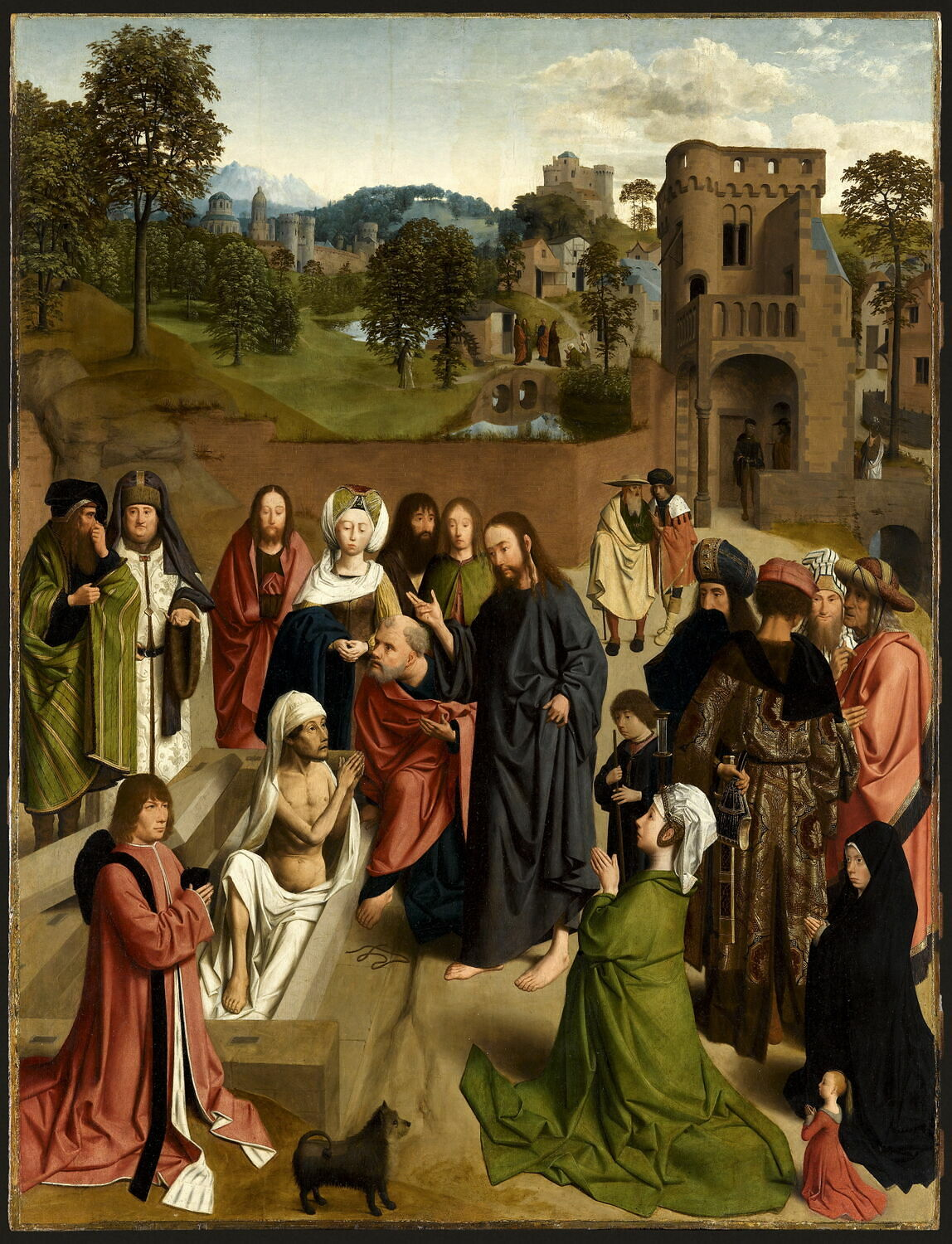
Geertgen tot Sint Jans, La resurrección de Lázaro, con tres retratos de donantes arrodillados (y quizás su perro)). La diminuta niña representa quizás a una hija muerta en la infancia o un nacimiento posterior que hizo añadir otra figura al cuadro
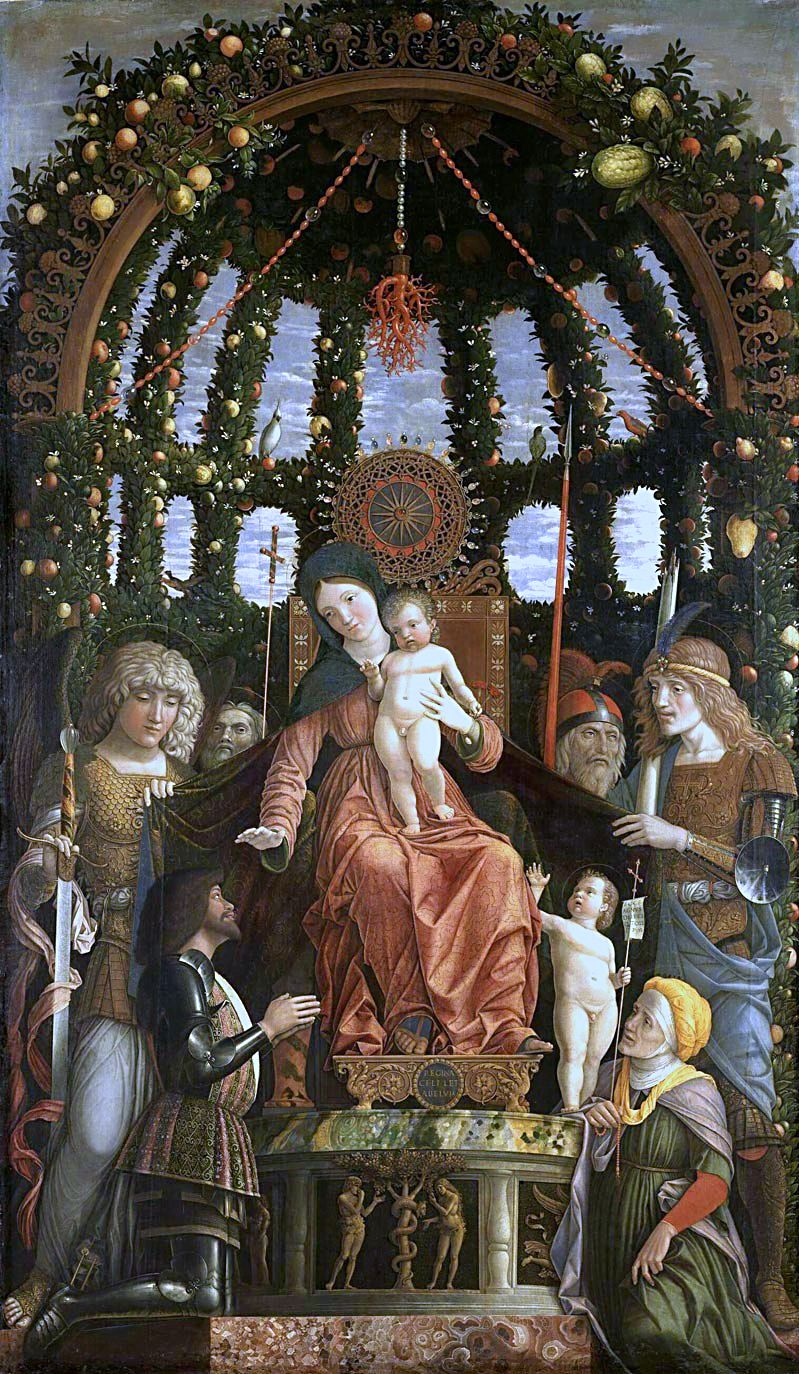
Madonna de la Victoria (c. 1496) de Andrea Mantegna, con Francisco II Gonzaga
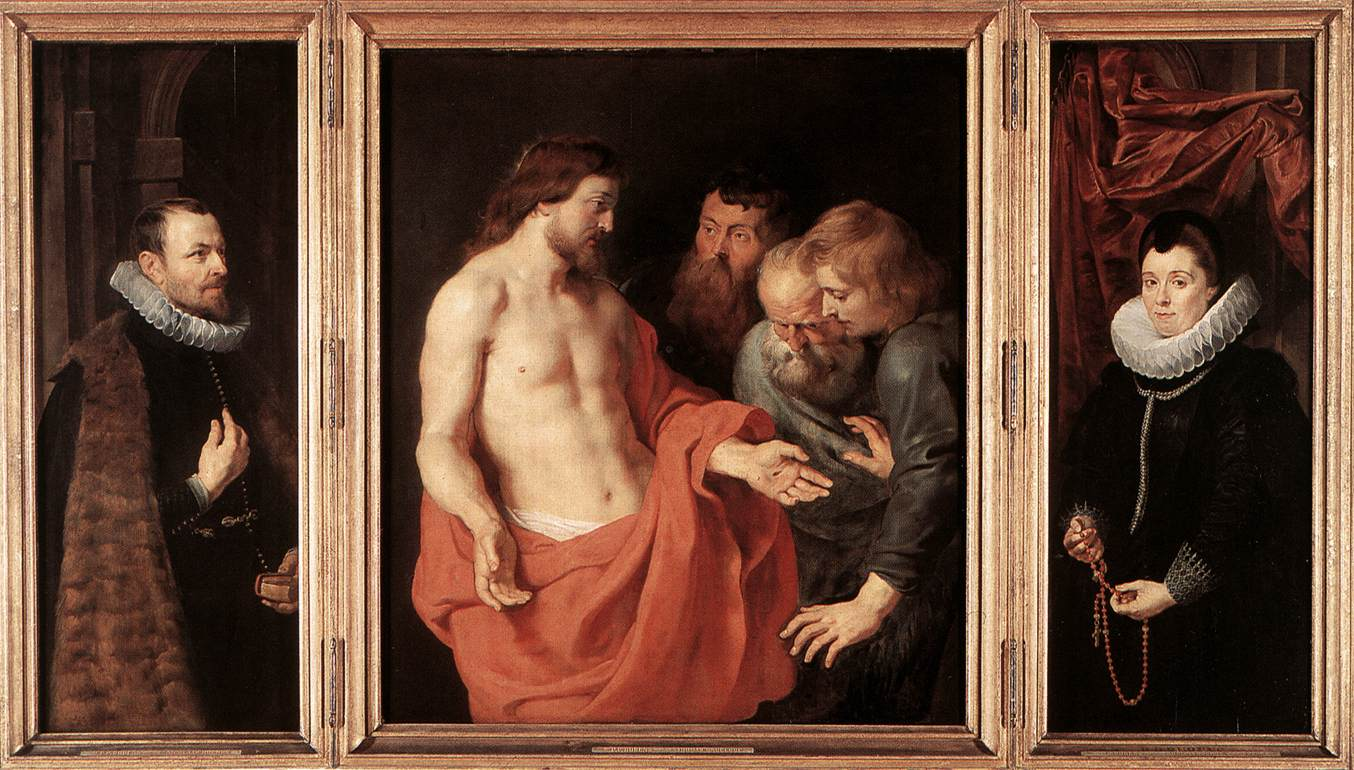
Rubens, Tríptico de Rockox, 1613–1615
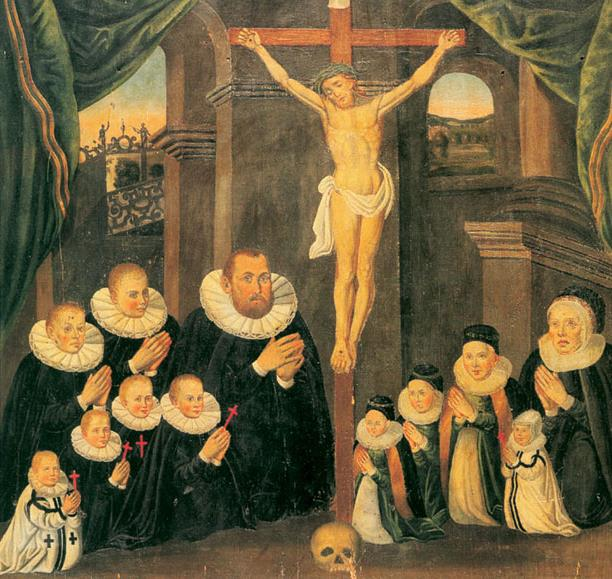
El próspero vidriero Martin Friedrich el Joven y su familia, 1596. Los cinco niños marcados con cruces han muerto, los que llevan ropajes blancos probablemente antes de que se pintara el cuadro, a los otros se les añadieron las cruces posteriormente
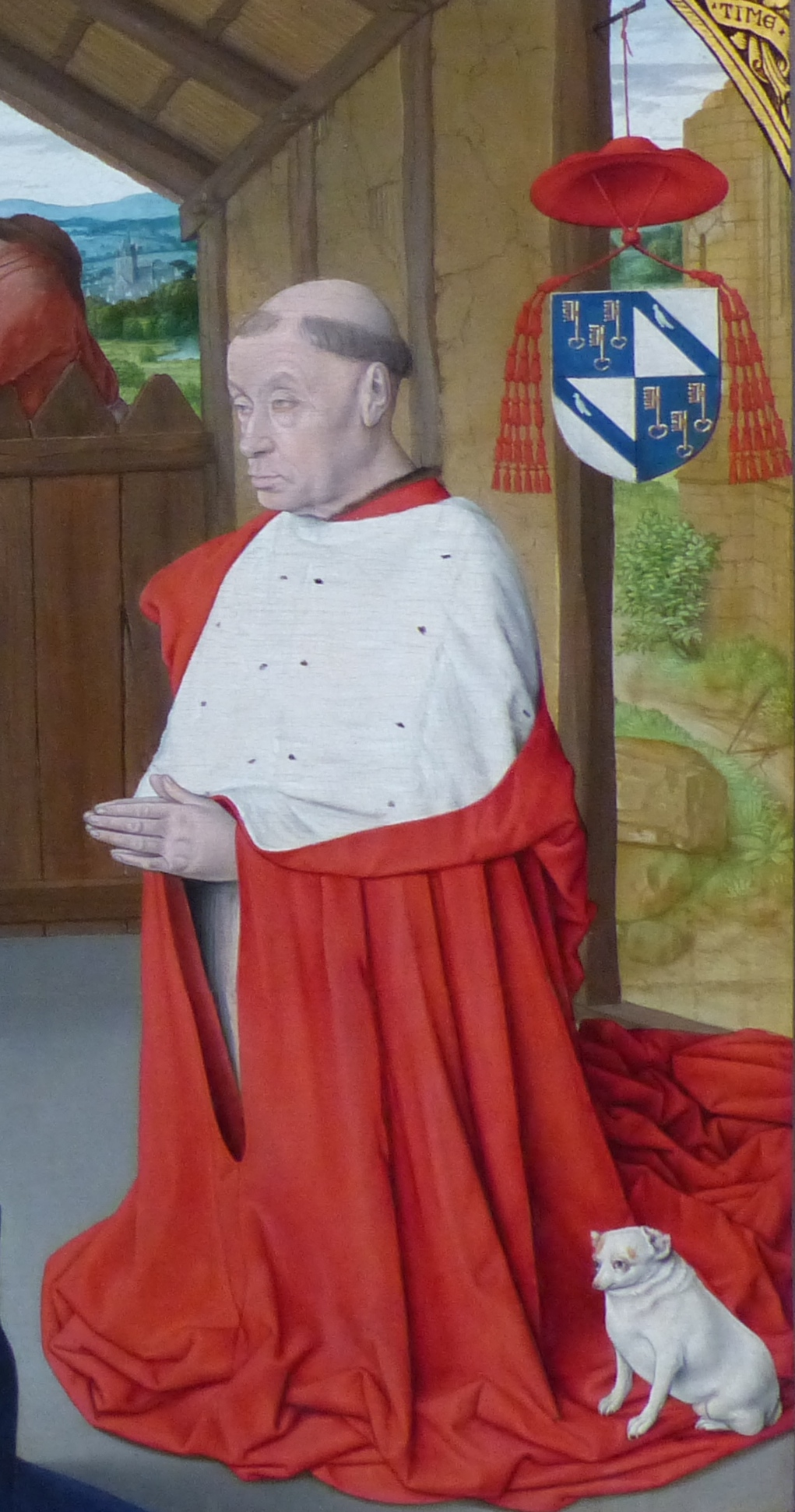
El cardenal donante Rolin en una natividad del maestro de Moulins